# Seznam nemških jezikoslovcev
Seznam nemških jezikoslovcev.

## A
- Johann Georg Abicht
- Johann Christoph Adelung

## B
- Willi Bang
- Walter Bauer
- Carl Heinrich Becker
- Georg Friedrich Beneck
- Otto Behaghel
- Theodor Benfey (1809-1881)
- Hermann Berger
- Tilman Berger
- August Ferdinand Bernhardi
- August Johann Gottfried Bielenstein
- Wilhelm Bleek
- Franz Bopp
- Carl Brockelmann
- Aleksander Brückner (polj.-nem.)
- Karl Brugmann
- Daniel Bunčić

## C
- Hermann Collitz
- August Conrady

## D
- Thomas Daiber
- Berthold Delbrück
- Otto Dempwolff
- Paul Deussen
- Paul Diels
- Konrad Duden

## E
- Johannes Erben
- Otto von Essen

## F
- Udo L. Figge
- Wendelin Foerster
- Frederic Friedel
- Johannes Friedrich
- Johann Leonhard Frisch

## G
- Georg von der Gabelentz
- Karl Friedrich Geldner
- Gerhard Giesemann
- Heinz Giegerich
- Alexander Gode
- Hermann Grassmann
- Jacob Grimm
- Bernhard Gröschel
- Hermann Gundert

## H
- Christian Hannick (belgijsko-avstrijsko-nemški)
- Walter Bruno Henning
- Karl Wilhelm Ludwig Heyse
- Hermann Hirt
- Wilhelm von Humboldt
- Friedrich? Hultsch

## J
- Norbert Jokl

## K
- Otto Kern (1863–1942)
- Lorenz Franz Kielhorn
- Franz Heinrich Kleinschmidt
- Hadwig Kirchner-Klemperer ?
- Victor Klemperer?
- Heinz Kloss
- Gustaf Kossinna
- Hans Krahe
- Paul Kretschmer
- Martin Joachim Kümmel
- Ilse Kunert

## L
- Karl Lachmann
- Gottfried Wilhelm Leibniz
- Karl Richard Lepsius
- August Leskien (1840–1916)
- John (Joel Wulf) Loewenthal

## M
- Friedrich Marx
- Hraban Maver
- Hieronim Megiser
- Carl Meinhof
- Kuno Meyer
- Wilhelm Meyer-Lübke (1861–1936) (Švicar)
- Friedrich Müller
- Max Müller (1823-1900)

## N
- Gerhard Neweklowsky
- Theodor Nöldeke

## O
- Ingeborg Ohnheiser (slavistka)
- Heinrich Gottfried Ollendorff
- (Ulrich-Dieter Oppitz)
- Hermann Osthoff

## P
- Elisabeth Piirainen (1943 - 2017)
- Richard Pischel
- August Pott

## R
- Jochen Raecke (1943-)
- Rudolf von Raumer
- Katharina Reiß (1923-2018) (prevodoslovka, ...)
- Elisabeth Rieken
- Helmut Rix
- Georg Rohde (filolog)
- Gerhard Rohlfs (1892–1986)
- Hans Rothe

## S
- Helmuth Scheel (1895-1967)
- Peter Scherber
- Lucian Scherman
- Hans-Jürgen Schings (1937) germanist-filolog
- (Karl Wilhelm) Friedrich (von) Schlegel
- August Schleicher (1821–1868)
- Franz Erich Schmidt (1853—1913)
- Johannes Schmidt (1843—1901)
- Wilhelm Schmidt (1868—1954)
- Friedrich Scholz
- Justus Georg Schottel
- Ernst Schwarz (1895, Nový Bor – 1983)
- Daniel Schwenter
- Eduard Sievers
- Jan Arnošt Smoler (Johann Ernst Schmaler)
- Wolfram von Soden
- Chr. S. Stang
- Heymann Steinthal
- Adolf Friedrich Stenzler
- Wilhelm Streitberg
- Hildegard Striedter-Temps

## T
- Friedrich Thiersch
- Wolfgang Thierse

## U
- Boris Ottokar Unbegaun (1898 – 1973) (rusko-nemški)

## V
- Max Vasmer
- Theo Vennemann
- Christian Voss
- Karl Vossler

## W
- Gerhard Wahrig
- Walther von Wartburg (Švica)
- (Erwin Wedel)
- Hans Wehr
- Diedrich Hermann Westermann
- Ulrich von Wilamowitz-Moellendorff (klasični filolog)
- Martin Woesler (sinolog)
- Leo Wohleb

## Z
- Johann Kaspar Zeuß